# Surinaamsch Rumhuis
Het Surinaamsch Rumhuis is een distilleerderij van en museum over rum in Paramaribo, Suriname. Het staat ter hoogte van de Hofstede Crulllaan aan de Cornelis Jongbawstraat.
Naast het produceren van rum onderhoudt het Surinaamsch Rumhuis een permanente tentoonstelling. Er wordt ingegaan op de geschiedenis van rum en het bedrijf, dat in het buitenland meermaals werd onderscheiden. Er wordt uitleg gegeven over de master blender, die de rum in de authentieke koperen pot bereidt en de geheime receptuur bewaakt, en over de kuipers die de eikenhouten vaten maken. Ook kan er rum geroken en geproefd worden.
Het Surinaamsch Rumhuis is sinds 2014 organisator van de Museumn8 in Suriname in navolging van het wereldwijde initiatief van de International Council of Museums in 1977. Zelf neemt het ook jaarlijks deel aan de museumnacht.

## Galerij
| Het museumgedeelte |
| Het museumgedeelte |